# 连正德
连正德，浙江乐清人，中华人民共和国政治人物。

## 生平
1986年1月至1988年9月，担任中共玉环县县委书记。2007年10月12日，出任浙江省人大财政经济委员会副主任委员、浙江省人大常委会预算工作委员会副主任。